# Província do Reno
A Província do Reno (em alemão:  Rheinprovinz), também conhecida por Prússia Renana (Rheinpreußen) ou por vezes impropriamente por Renânia (Rheinland), foi a província mais ocidental do Reino da Prússia e do Estado Livre da Prússia, no contexto do Império Alemão de 1822 a 1946. Foi criada pela fusão das províncias do Baixo Reno e Jülich-Cleves-Berg. A sua capital era Coblença (Koblenz) e em 1939 tinha 8 milhões de habitantes.